# Dinamit (együttes)
A Dinamit magyar rockegyüttes, amely 1979-ben alakult supergroupként: Vikidál Gyula a P. Mobilból, Németh Alajos a Miniből, Szűcs Antal Gábor, Papp Gyula és Németh Gábor a Skorpióból érkezett. Bár tehetséges zenészek alkották, megítélésére rányomta a bélyeget, hogy a Kádár-korszak kultúrpolitikai körülményei között sokan „állami rockzenekarnak” titulálták.

## Pályafutásuk
Két albumot készítettek (a másodikat már kétgitáros felállásban Lugosi Lászlóval a Beatricéből), továbbá a népszerű Tinédzser-dal kislemezt és egy másik kislemezt. Megjegyzendő, hogy tulajdonképpeni első nagylemezük a Szűcs Judithnak írt Judith című 1979-es album, melyet ők is játszottak fel.
1981 végén a Dinamit feloszlott. A Pulzus című televízióműsor első, 1982-es adásában jelentették be a feloszlást, arra hivatkozva, hogy a szaksajtó tönkretette a zenekart. 
28 év hallgatás után 2009-ben bejelentették az együttes újjáalakulását, új énekessel és basszusgitárossal. Visszatérő koncertjüket Szombathelyen tartották. 2010-ben új stúdióalbummal jelentkeztek, amely a Rockinform magazin mellékleteként jelent meg. 2011 elején Jankai Béla lett az új billentyűs. 2014-ben Rudán Joe csatlakozásával két énekese lett a Dinamitnak. Ez a felállás azonban csak november elejéig tartott ki, ekkor bejelentették Kálmán György és Jankai Béla távozását. Utóbbi helyére Laki Zoltán érkezett. Az öt évvel korábban megjelent albumot újra megjelentették, Rudán Joe újraénekelte a dalokat. Az együttes nem sokkal később elhallgatott. 2017-ben újrakezdték a koncertezést, de a billentyűs poszton ismét változás történt, Hornok István csatlakozott.
2019 májusában, egy koncertre újra összeállt az együttes klasszikus felállása, a jelenlegi tagokkal kiegészülve. 2019 augusztusában Rudán Joe egyéb zenei elfoglaltságai miatti egyeztetési problémák okán kilépett, helyére Scholtz Attila (Cry Free, Heep Freedom) érkezett.

## Diszkográfia

### Kislemezek
- Tinédzser dal – Neked adnám a világot (1979)
- Mi ez az érzés? - Igazság (1979)

### Albumok

#### Dinamit (1980)
- Tinédzser dal 3:17
- Senki se szóljon hozzám! 3:30
- Arcok álruhában 4:07
- Engem ne sajnáljatok 6:28
- Dinamit a vérem 4:00
- Igazság 5:08
- Külvárosban születtem 3:21
- Születés 5:05

#### A híd (1981)
- Te mondd meg! 4:19
- Tanulj meg sírni! 4:39
- Dzsungelharc 3:29
- Csontváz 3:39
- Néma kőszobor 3:01
- Tűz van 4:31
- A pók 3:21
- Ott van a híd 3:41
- Tépd el az időt 6:25

#### Játszd, ahogy akarod (2010)
- Mire jó 3:28
- Játszd, ahogy akarod 3:34
- Egy álom 4:13
- Hűvösek az éjszakák 3:31
- Megszökök 3:41
- Tűzkatonák 3:54
- Vámpírok alkonya 3:47
- Miért hiszed azt 3:57
- Űzd el 3:56
- Egy másik út 3:59

#### Játszd, ahogy akarod (remake, 2015)
Az éneket újra felvették Rudán Joe-val.

### Más számára készített album
- Szűcs Judith – Judith (1979)